# Aleksandra Kocmut
Aleksandra Kocmut, roj. Vrhovnik, slovenska pesnica in pisateljica, * 8. marec 1976, Slovenj Gradec.
Živi na Ravnah na Koroškem. Pesmi objavlja v literarnih revijah, kot so Mentor, Apokalipsa, Odsevanja, Vpogled, OtočjeO., in zbornikih (Blogozija 1, 2, 3, Pesem si 08, Z besedami mladosti, Kako diši moja knjižnica itd.), prozo pa predvsem v reviji Naša žena. Pesmi in kratke zgodbe so bile nekajkrat predstavljene tudi v Literarnem nokturnu na 1. programu Radia Slovenija, v oddaji Lahko noč, otroci pa pravljici Čudežni kovček in Pasja dogodivščina. Piše tudi aforizme (objavljeni v biltenu Delavska enotnost, literarni reviji Odsevanja, v časopisu Večer /Limonce/ ter v zbirki Pohujšanje odpade) in otroško literaturo. Je članica Kulturnega društva literatov Mežiške doline.
Leta 2010 se je njen ciklus koroških impresij Na robu gozdnih zgodb uvrstil na tretje mesto na prvem dvojezičnem literarnem natečaju občine Pliberk Koroška v besedi.
Leta 2012 se je s pesmijo Razseljen uvrstila med 10 finalistov natečaja Spletna verzijada.
Njeni pravljici Čudežni kovček in Pasja dogodivščina sta bili med izbranimi in na 1. programu Radia Slovenija predvajanimi pravljicami na zadnjih dveh natečajih RTV Slovenija Lahko noč, otroci! (2010 in 2012).
Leta 2013 je bila njena pesem Slovenska pogača izbrana za feferon leta na natečaju Mentorjev feferon. Uglasbila sta jo Slon in Sadež.
Leta 2014 je s kratko zgodbo Kako so trije šli po muzgalše zmagala na natečaju kulturnega društva KunKuvo Mati, solzice!.
Leta 2018 je bila s ciklusom pesmi o ženski poleg še štirih avtorjev nominirana za pesniško nagrado Fany Hausmann Zavoda za kulturo, šport in turizem Žalec.
Leta 2022 je bila s prevodom slikanice Divja simfonija (Dan Brown) nominirana za prevajalsko nagrado Vasje Cerarja.
Po poklicu je urednica, lektorica, prevajalka. Leta 2013 je izdala jezikovno-lektorski priročnik Pravipis (Modrijan založba). Občasno z njim gostuje po šolah in univerzah ter podobnih ustanovah in organizira spletne seminarje ter seminarje v živo.
Vrsto let je bila sourednica pesniškega portala www.pesem.si. Tam je uvedla pesniško obliko brahek. Poimenovanje je skovanka iz besed branje in grahek: gre za pesmi, ki so drobne kot grahki, ker pa so to grahki za branje, so brahki.
Brahki so bili doslej objavljeni v literarnih revijah Mentor, Apokalipsa, OtočjeO. in Vpogled ter v zbornikih Pesem si 08, Pesem si 09 idr. Leta 2015 je v samozaložbi izdala prvo pesniško zbirko brahkov z naslovom Zelike za dotike, ki jo je JSKD (poleg še petih literarnih del) nominiral za najboljšo samozaložniško knjigo leta 2015.
Značilnosti brahka:
- tematsko/vsebinsko ni omejen s pravili
- lahko je lirski ali epski
- rima in ritem nista značilna za brahek, čeprav nista prepovedana
- tudi število zlogov je poljubno, ni pa smiselno, da bi posamezen verz imel več kot 10-12 zlogov
- lahko ima naslov, ni pa nujno
- tudi ločila v brahku so stvar avtorjeve izbire

Brahki niso:
- aforizmi
- pametne misli (z naukom ipd.)

Deluje tudi kot terapevtska svetovalka, zlasti za ljudi, ki so zapleteni v odnose z osebami z narcistično in sorodnimi patologijami, in kot empatoterapevtka, kar je njen osebni model sočutne terapije z dotikom; v okviru slednjega je uvedla izraz empatoterapija, ki ni zamenljiv s sočutnim pogovorom in tolaženjem, saj vključuje številne terapevtske prvine in izvirni pristop k delu s klientom.

## Knjižne izdaje
Samostojne knjižne izdaje avtorice:
- Moje kitice (pesniška zbirka), Vigred, OŠ Prevalje, 1990.
- Na otoku Puklmec (zbirka pravljic), Morfem 2008.
- Trije razlogi (roman), Miš 2009.
- Zaskorjena (pesniška zbirka), ZRU 2009.
- Kometek Raketek in Sončeva darila (slikanica), Educa 2010.
- Andraž spozna knjižnega molja (slikanica), Modrijan 2011.
- Škrat Packopat (interaktivna slikanica), ZRU 2011.
- Kolomon bukle (pesniška zbirka), ZRU 2011.
- Jedci rži (roman), Modrijan 2012.
- Pravipis, zbirka pogostih pravopisnih kavljev z nekaj napotki za brskanje po e-slovarjih (priročnik), Modrijan 2012.
- Pohujšanje odpade (zbirka aforizmov), Modrijan 2012.
- Strašna pošast Galja Nanja (slikanica), samozaložba 2013.
- Pripeta s krvjo (roman), Literarni Val 2013.
- Čisto sam na svetu (roman), Modrijan 2013.
- Zmajček Hihitajček (slikanica), Literarni Val 2013.
- Z zvezde na zvezdo (slikanica - pesmi za otroke), Literarni Val 2013.
- Razkritje v Zelenem potoku (mladinska ekodetektivska zgodba), Literarni Val 2014.
- Dinozavri in bajbulčki (slikanica - pesmi za otroke), KD Mohorjan 2014.
- Prehajalec (zbirka kratkih zgodb), Modrijan 2015.
- Zelike za dotike [zbirka brahkov] (pesniška zbirka, brahki), samozaložba 2015.
- Krpanovo bodalo (mladinska ekodetektivska zgodba), samozaložba 2016.
- V opoju narcisa (psihološki priročnik), pod psevdonimom Loti Palmer, Chiara 2019.
- Tri brezice sestrice (slikanica), KS Leše in Občina Prevalje, 2020.
- Velike rusalije (pesniška zbirka), samozaložba 2021.
- Rada te imam, ko skačeš, se smejiš, klepečeš in prdiš (slikanica), Chiara 2025.

V zbirki sedmih pravljic Pravljična vas Leše (Občina Prevalje in Kulturno društvo Leše 2012) je objavila pravljico Čarobni rdečnjak.

## Prevodi
- Stephen King: Deklica, ki je oboževala Toma Gordona (roman), Modrijan 2010.
- Carol Diggory Shields: V soboto zvečer bo dinorendaj! (slikanica), Modrijan 2011.
- Brendan Wenzel: Živijo, živijo (slikanica), Grlica 2018.
- Rajiv Parti: Prebujenje po smrti, 3skelion 2019.
- Brendan Wenzel: Kamen mirno sam leži (slikanica), Grlica 2020.
- Deborah Harkness: Razkrivanje čarovnic (roman), 3skelion 2020.
- Julie Fulton: Radovedna Marjanca Medvedna (slikanica), Jon Zavadlav je rad ukazoval (slikanica), Grlica 2020.
- Julie Fulton: Gospe Preobjedi najlepše bilo je pri jedi (slikanica), Dani Kovač je bil pravi kričač (slikanica), Grlica 2021.
- Lane Smith: To je knjiga (slikanica), Modrijan 2021.
- Dan Brown: Divja simfonija (slikanica), Modrijan 2021.
- Deborah Harkness: Senca noči (roman), 3skelion 2021.
- Sally Rippin: Cufka ima najboljšega mufka (slikanica), Iva in Ava in strašna zmešnjava (slikanica), Jon Dolgonogi in njegova stopala (slikanica), Tim Kosmatuh, marmelada in kruh (slikanica), Skrivnost 2021.
- Betty Ren Wright: Dvojni umor v hiši lutk in Christinin duh (mladinski roman), Skrivnost 2021.
- Julie Fulton: Domišljava gospa Stanislava (slikanica), Grlica 2022.
- Brendan Wenzel: Hišni muc (slikanica), Grlica 2022.
- Deborah Harkness: Knjiga življenja (roman), 3skelion 2023.
- Scott Emmons: Prečudovita Zemlja (slikanica), Grlica 2023.
- Anna Membrino: Veliki morski pes, mali morski pes (slikanica), Grlica 2023.
- Sally Lucas: Plešoči dinozavri (slikanica), Grlica 2023.
- Scott Emmons: Tiranozaver Reks (slikanica), Grlica 2023.
- Shelley Johannes: Sreča in veselje (slikanica), Grlica 2024.
- Robert A. Glover: Kralj zmenkov (priročnik), Chiara 2024.